# Pareiasauroidea
Super-famille
Clade
Taxons de rang inférieur
- † Bradysaurus
- † Velosauria
  - † Bunostegos
  - † Deltavjatia
  - † Embrithosaurus
  - † Nochelesaurus
  - † famille Pareiasauridae Lydekker, 1889
    - † Pumiliopareiasauria
      - † Anthodon
      - † Nanopareia
      - † Provelosaurus
      - † Pumiliopareia
      - Testudines ?

    - † Therischia
      - † Arganaceras
      - † Elginia
      - † Parasaurus
      - † Pareiasaurus
      - † Pareiasuchus
      - † Sanchuansaurus
      - † Scutosaurus
      - † Shansisaurus
      - † Shihtienfenia

Les Pareiasauroidea sont une super-famille éteinte d'anapsides possédant le clade des Pareiasauria, représentés par la famille des Pareiasauridae et d'autres groupes apparentés qui sont également éteints. Ils appartiennent au sous-ordre des Procolophonia, qui prospéra au Permien supérieur d'Europe, d'Asie et d'Afrique.

## Description

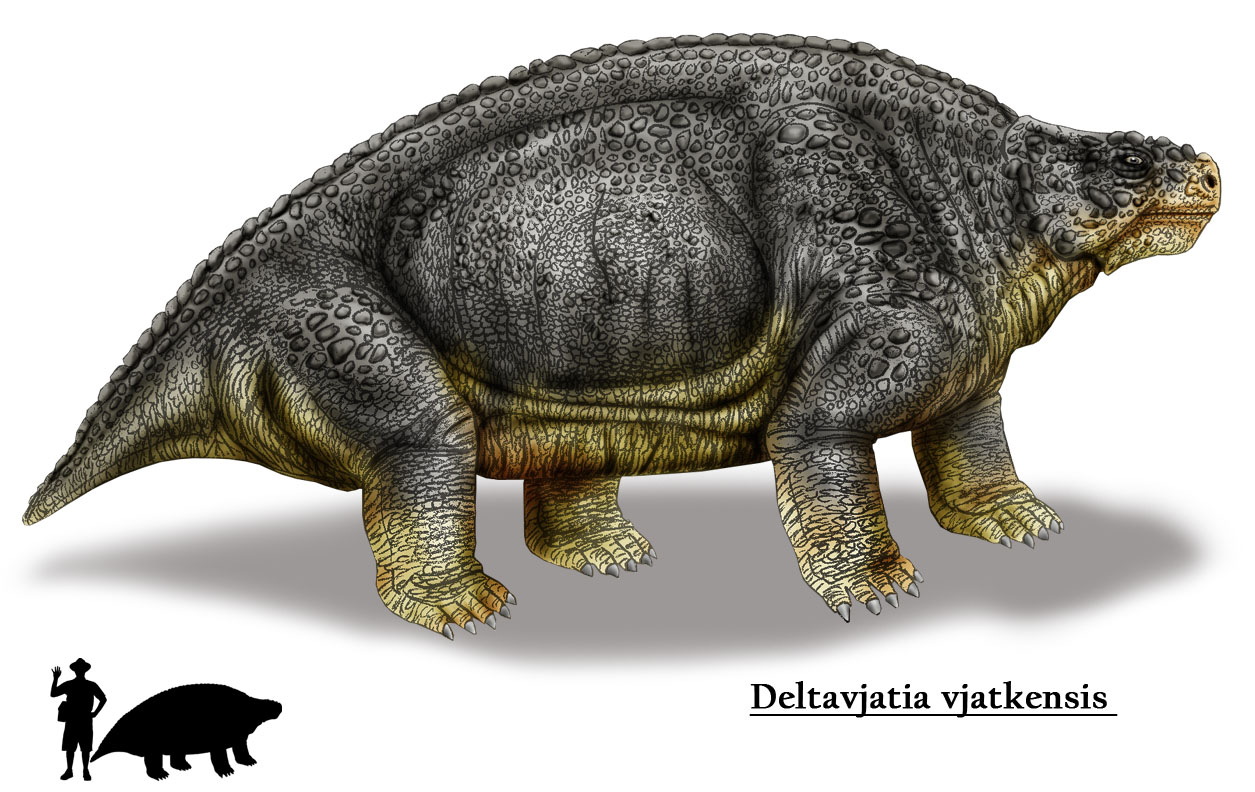
Deltavjatia vjatkensis

Ces végétivores étaient probablement proches des actuels Chelonia (tortues). Selon certains chercheurs, les tortues seraient même des paréiasaures. Ces animaux étaient généralement extrêmement massifs et dotés d'une tête et d'une queue de petite taille. Ils mesuraient de 60 centimètres à plus de 3 mètres et les plus lourds, comme le célèbre Scutosaurus, pesaient probablement une tonne. Ils ont à ce titre développé une station quadrupède graviportale, comme chez les éléphants ou les dinosaures gravisauriens, avec un nombre de phalanges réduit, des os des membres épais et des attaches musculaires importantes.

## Écologie
Les Pareiosauridae ne possédaient pas de carapace, comme les tortues actuelles, mais des plaques osseuses de forme octogonale protégeaient leur dos des morsures de prédateurs tels que les Dinocephalia ou les Gorgonopsia, deux groupes de reptiles mammaliens pour la plupart carnivores. Les dents multi-cupsides des Pareiasauria ressemblent à celles des actuels iguanes, et aussi à celle des caseidés, des thérapsides dinocéphales végétivores. Cela suggère que les Pareiasauridae étaient végétivores. De par leur corps très large, ils possédaient sans doute un long système digestif capable de digérer la végétation coriace. Comme les poules actuelles, et comme certains dinosaures herbivores, les Pareisauria avalaient probablement des cailloux, destinés à broyer la nourriture dans l'estomac. Ces cailloux sont appelés des gastrolithes.

## Phylogénie
Ces herbivores étaient probablement proches des actuels Chelonia (tortues). Selon certains chercheurs, les tortues seraient même des paréiasaures. En 1997, le scientifique Lee proposa que la carapace des tortues pourrait dériver des ostéodermes des pareiasauridae[réf. nécessaire]. En effet, chez des paréiasauridés comme Anthodon, les plaques sont développées en armure, alors que limitée à la colonne vertébrale chez Bradysaurus. Chez Scutosaurus elle est intermédiaire entre les deux. Cette hypothèse reste cependant controversée.
D'autres caractères rapprochent les Pareiasauridae des tortues. La choane est bordée postérolatéralement par le palatin. Le foramen suborbital n'est pas en contact avec le jugal ni avec le maxillaire. Il existe au maximum 20 vertèbres pré-sacrées, tout comme les tortues et contrairement à la plupart des anapsides. Les Pareiasauridae possèdent un processus (l'acromion) sur l'omoplate, ce qui renforce la ceinture scapulaire. Enfin, comme chez les tortues, la formule phalangienne est réduite (au maximum: 2-3-3-3-3), ce qui signifie qu'il n'y a jamais plus de 3 phalanges sur chaque doigt.